# Dysommidae
Dysommidae é uma família de peixes actinopterígeos pertencentes à ordem Anguilliformes, subordem Synaphobranchoidei.